# Nivel de presión sonora
El nivel de presión sonora determina la intensidad del sonido que genera una presión sonora (es decir, del sonido que alcanza a una persona en un momento dado), se mide en decibelios (dB) y varía entre 0 dB umbral de audición y 120 dB umbral de dolor.
Para medir el nivel de presión sonora no se suele utilizar el pascal, por el amplio margen que hay entre la sonoridad más intensa y la más débil (entre 20 Pa y 20 μPa).
Normalmente se adopta una escala logarítmica y se utiliza como unidad el decibelio. Como el decibelio es adimensional y relativo, para medir valores absolutos se necesita especificar a que unidades está referida. En el caso del nivel de presión sonora en aire se toma como referencia 20 μPa mientras que en agua se utiliza 1 μPa. Las siglas SPL hacen referencia al nivel de presión sonora en inglés sound pressure level.
Para medir el nivel de presión sonora se utiliza la fórmula:
{\displaystyle L_{P}=20\times \log {\frac {P_{1}}{P_{0}}}}
en donde 
- P1 es la presión sonora eficaz (RMS);
- P0 es la presión de referencia y se toma como referencia 20 μPa;
- log es el logaritmo decimal.

Es decir, el nivel de presión acústica se expresa como 20 veces el logaritmo decimal de la relación entre una presión acústica y una de presión de referencia determinada.
El nivel de sonido es la intensidad del sonido que se expresa en dB.